# The Raconteurs
The Raconteurs (també coneguts com The Saboteurs a Austràlia) és un grup de música rock dels Estats Units. El formen Jack White, de The White Stripes, Brendan Benson (ambdós de Detroit, Michigan), Patrick Keeler i Jack Lawrence. Els dos últims també són membres del grup The Greenhornes.

## Història
Van debutar l'any 2006 amb el senzill "Steady, As She Goes", un disc de vinil de 7 polzades, amb dues cançons ("Steady, As She Goes" i "Store Bought Bones"), que avançaria el seu primer àlbum. El maig d'aquell mateix any es va publicar Broken Boy Soldiers, el seu primer àlbum de llarga durada. D'aquest se'n van extreure diversos senzills, com ara "Hands", "Broken Boy Soldiers" i "Level". L'esmentat àlbum va ser gravat en l'estudi casolà de Brendan Benson, ubicat a Detroit.
El 25 de març de 2008 la banda va publicar el seu segon disc titulat Consolers of the Lonely. El primer senzill va correspondre a la segona pista de l'esmentat àlbum titulada "Salute Your Solution".
L'Àlbum va ser anunciat per la banda només una setmana abans del seu llançament. L'estratègia de la banda va ser que els crítics no tinguessin temps suficient per revisar el disc, deixant necessàriament aquesta tasca als seus seguidors, que a més van tenir la breu oportunitat de comprar l'àlbum abans del seu llançament oficial, quan accidentalment el disc va ser publicat tres dies abans a itunes store

## Membres
- Jack White – veu, guitarra, teclat, sintetitzadors
- Brendan Benson – veu, guitarra, teclats
- Jack Lawrence – baix (The Greenhornes, The Dead Weather)
- Patrick Keeler – bateria (The Greenhornes)
- Dean Fertita (de Queens of the Stone Age, The Dead Weather, The Waxwings - membre ocasional durant concerts del grup – guitarra, teclat)

## Discografia

### Àlbums
| Any  | Àlbum                   | U.S. Hot 200 | UK Album Chart |
| ---- | ----------------------- | ------------ | -------------- |
| 2006 | Broken Boy Soldiers     | 7            | 2              |
| 2008 | Consolers of the Lonely | 7            | 8              |
| 2019 | Help Us Stranger        |              |                |

### Senzills
| Any  | Cançó                                 | U.S. Hot 100 | U.S. Modern Rock | U.S. Mnstrm Rock | UK Singles Chart | Àlbum                   |
| ---- | ------------------------------------- | ------------ | ---------------- | ---------------- | ---------------- | ----------------------- |
| 2006 | "Steady, As She Goes"                 | 54           | 1                | 30               | 4                | Broken Boy Soldiers     |
| 2006 | "Hands"                               | —            | —                | —                | 29               | Broken Boy Soldiers     |
| 2006 | "Broken Boy Soldier"                  | —            | —                | —                | 22               | Broken Boy Soldiers     |
| 2007 | "Level"                               | —            | 7                | —                | —                | Broken Boy Soldiers     |
| 2008 | "Salute Your Solution"                | —            | 4                | 28               | —                | Consolers of the Lonely |
| 2008 | "Many Shades of Black"                |              |                  |                  |                  | Consolers of the Lonely |
| 2008 | "Old Enough"                          |              |                  |                  |                  | Consolers of the Lonely |
| 2008 | "Consoler of the Lonely"              |              |                  |                  |                  | Consolers of the Lonely |
| 2018 | "Sunday Driver"                       |              |                  |                  |                  | Help Us Stranger        |
| 2018 | "Now That You're Gone"                |              |                  |                  |                  | Help Us Stranger        |
| 2019 | "Hey Gyp (Dig the Slowness)"          |              |                  |                  |                  | Help Us Stranger        |
| 2019 | "Help Me Stranger"                    |              |                  |                  |                  | Help Us Stranger        |
| 2019 | "Somedays (I Don't Feel Like Trying)" |              |                  |                  |                  | Help Us Stranger        |